# Лідкомб
Лідкомб (англ. Lidcombe) є передмістя в західному Сіднеї, у штаті Новий Південний Уельс, Австралії. Лідкомб розташований в 14 кілометрах на захід від центру Сіднейського ділового району, в околиці місцевого уряду Ради Кимберланду (англ. Cumberland Council).

## Історія
Після Другої світової війни велике число європейських емігрантів, у тому числі велика кількість українців, оселилися в околиці Лідкомбу. Українці побудували декілька будівель, включаючи церкву, 2 зали та 2 школи. Лідкомб є культурним центром української громади в Сіднеї. Популяційна динаміка змінилася з припливом іммігрантів Близького Сходу в 1960 і 1970 рр.

## Український народний дім
У Лідкомбі знаходиться центральна українська громадська установа Сіднею - Український народний дім, юридичним власником якого є Українська громада-кооператива в Сіднеї, яка була заснована у 1951 р., з ініціативи ветерана Армії УНР Сави Яськевича, громадськими діячами Орестом Питляром та Є. Пеленським. Будинок, у якому тепер знаходиться Український народний дім, був придбаний українцями у 1958 р. У 1964 р. до нього була добудована концертна зала. Будинком користується ціла низка організацій та установ української діаспори: Український Товариський Клюб, Українська Центральна Школа ім. Княгині Ольги тощо. Дім є центром українського життя Сіднею.

## Посилання

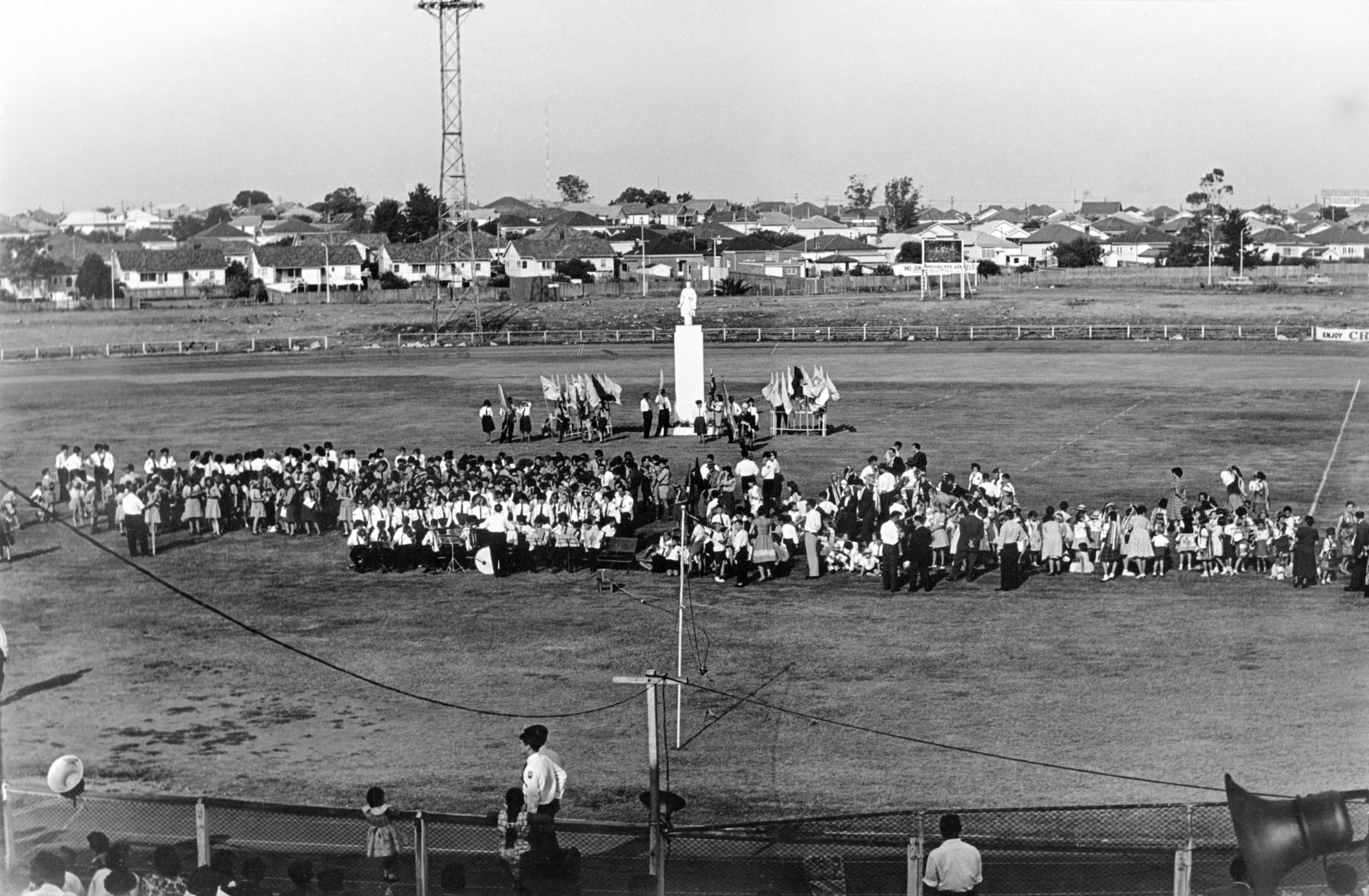
Українці святкують 150-ліття дня народження Т. Шевченка на спортивному майданчику в Лідкомбі 1964 р.
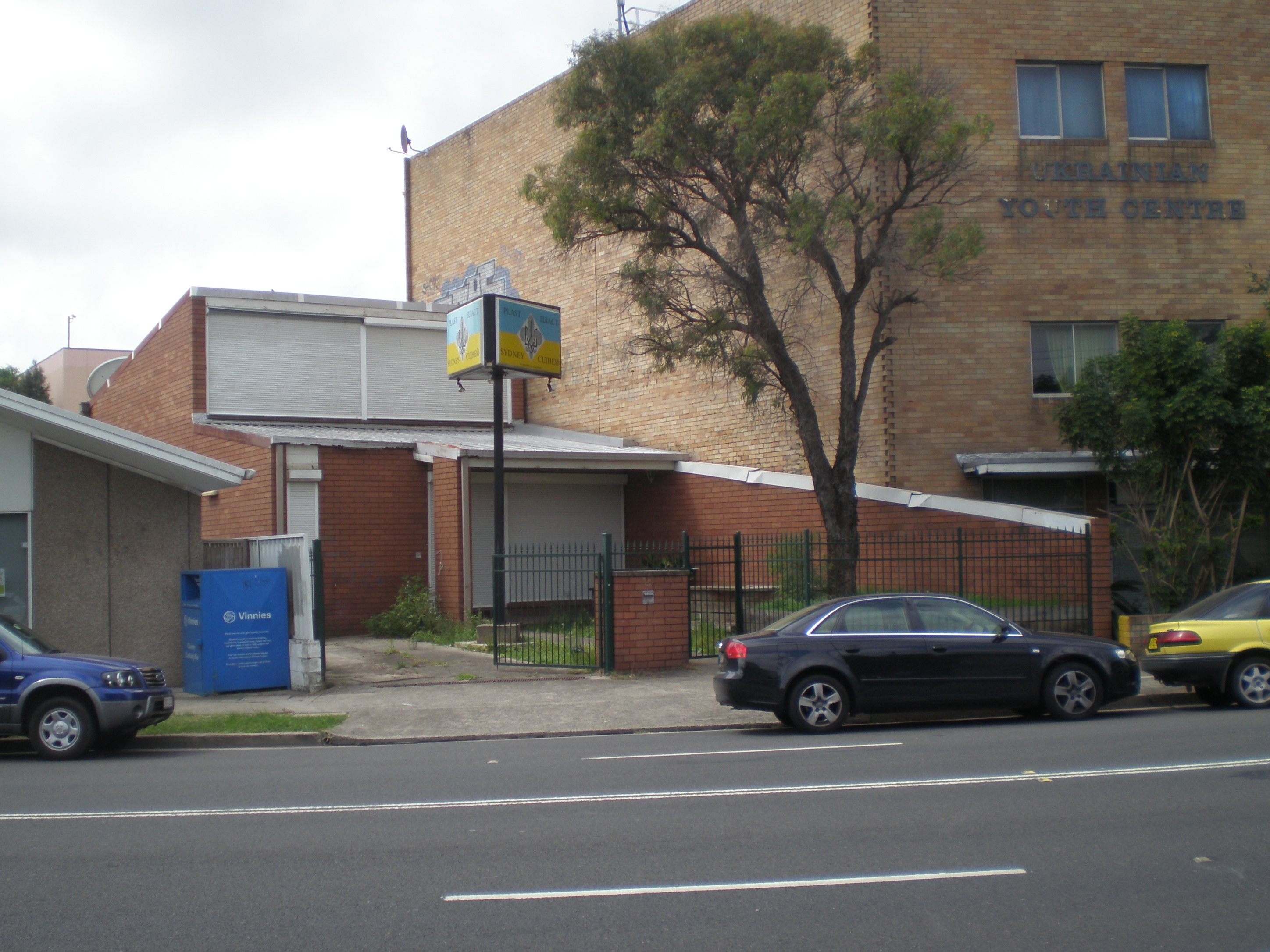
Колишня Пластова домівка в Лідкомбі
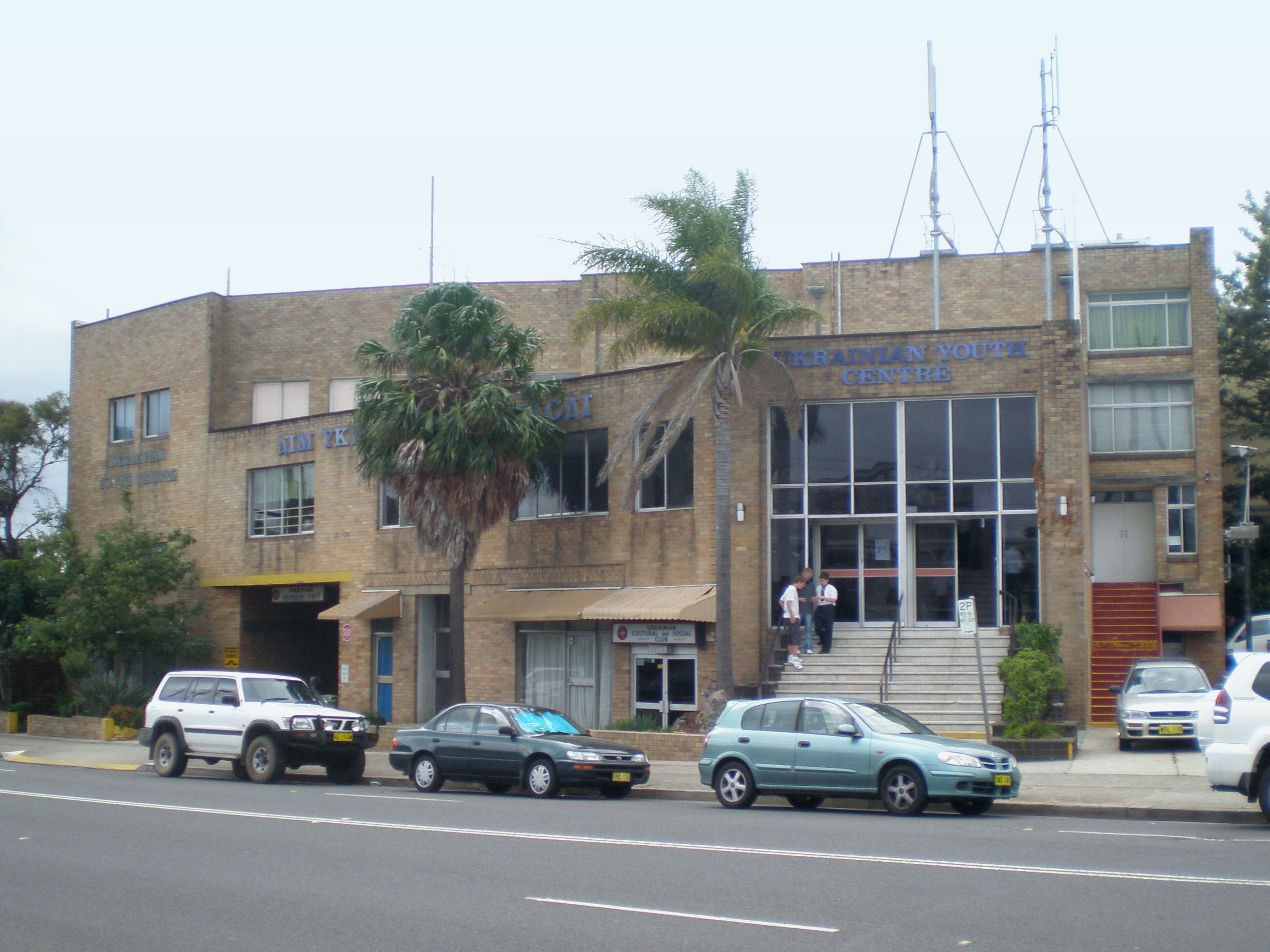
Колишній Дім Української Молоді
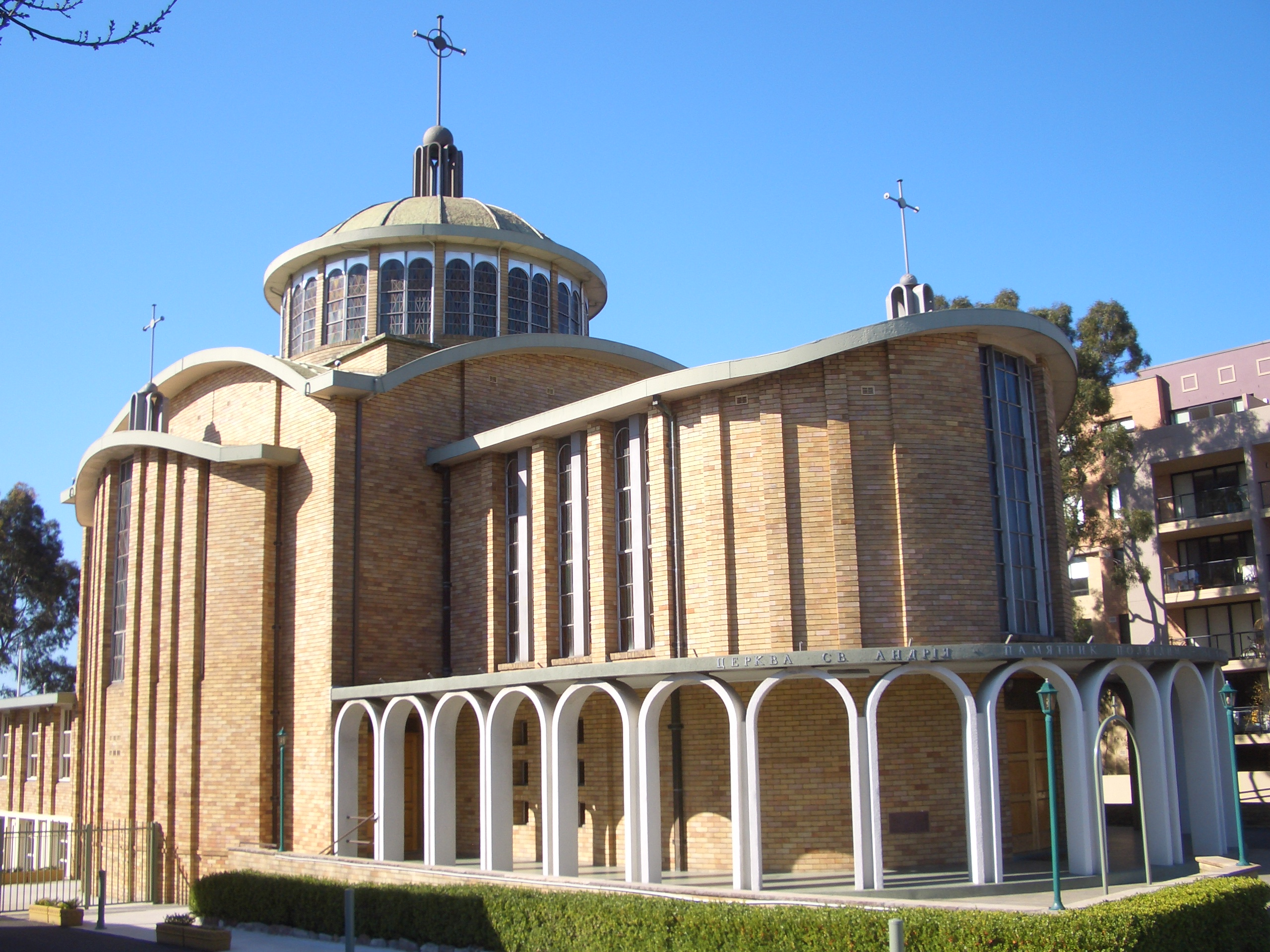
Українська греко-католицька церква св. Андрія
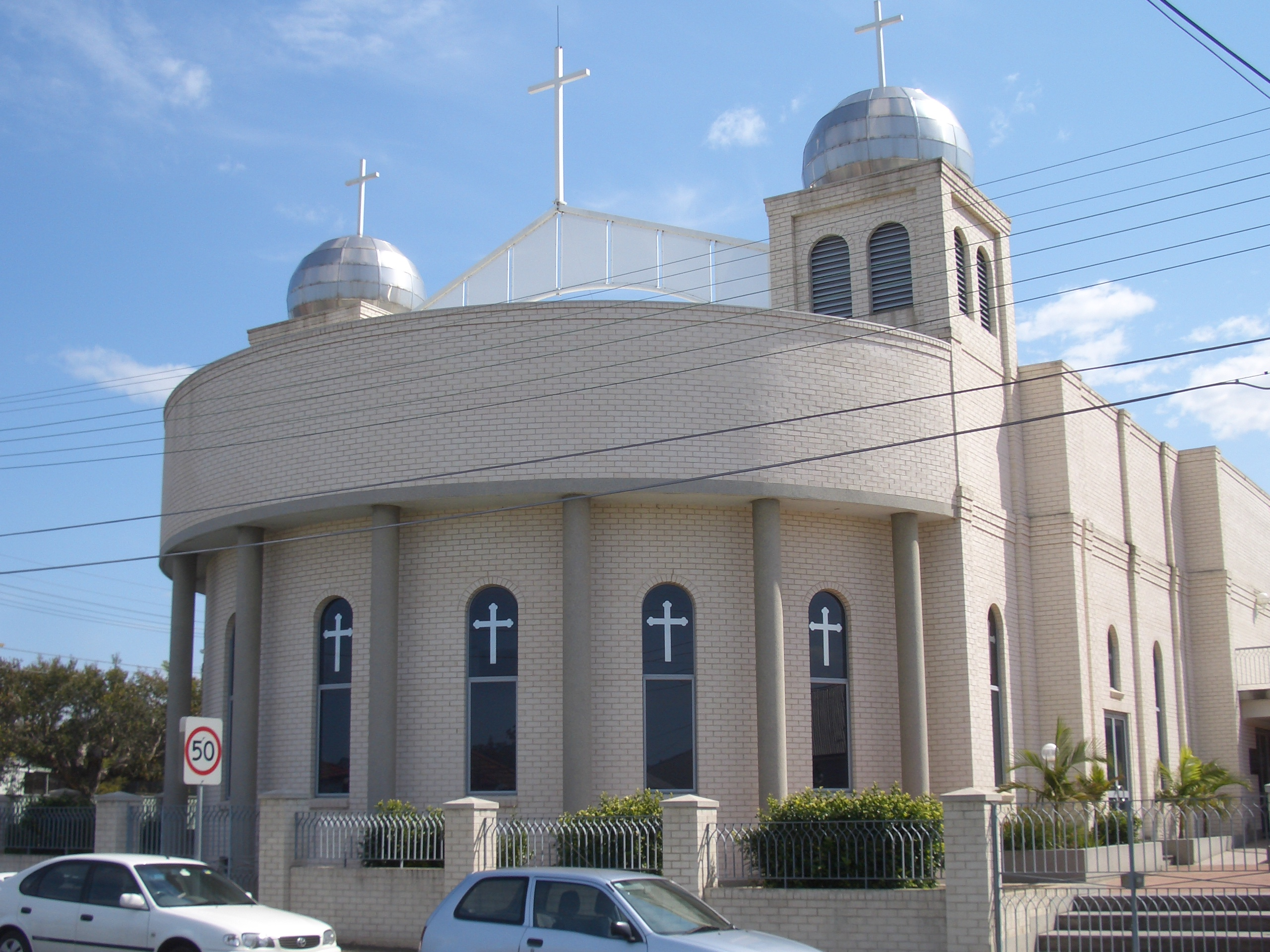
Сирійська Православна церква
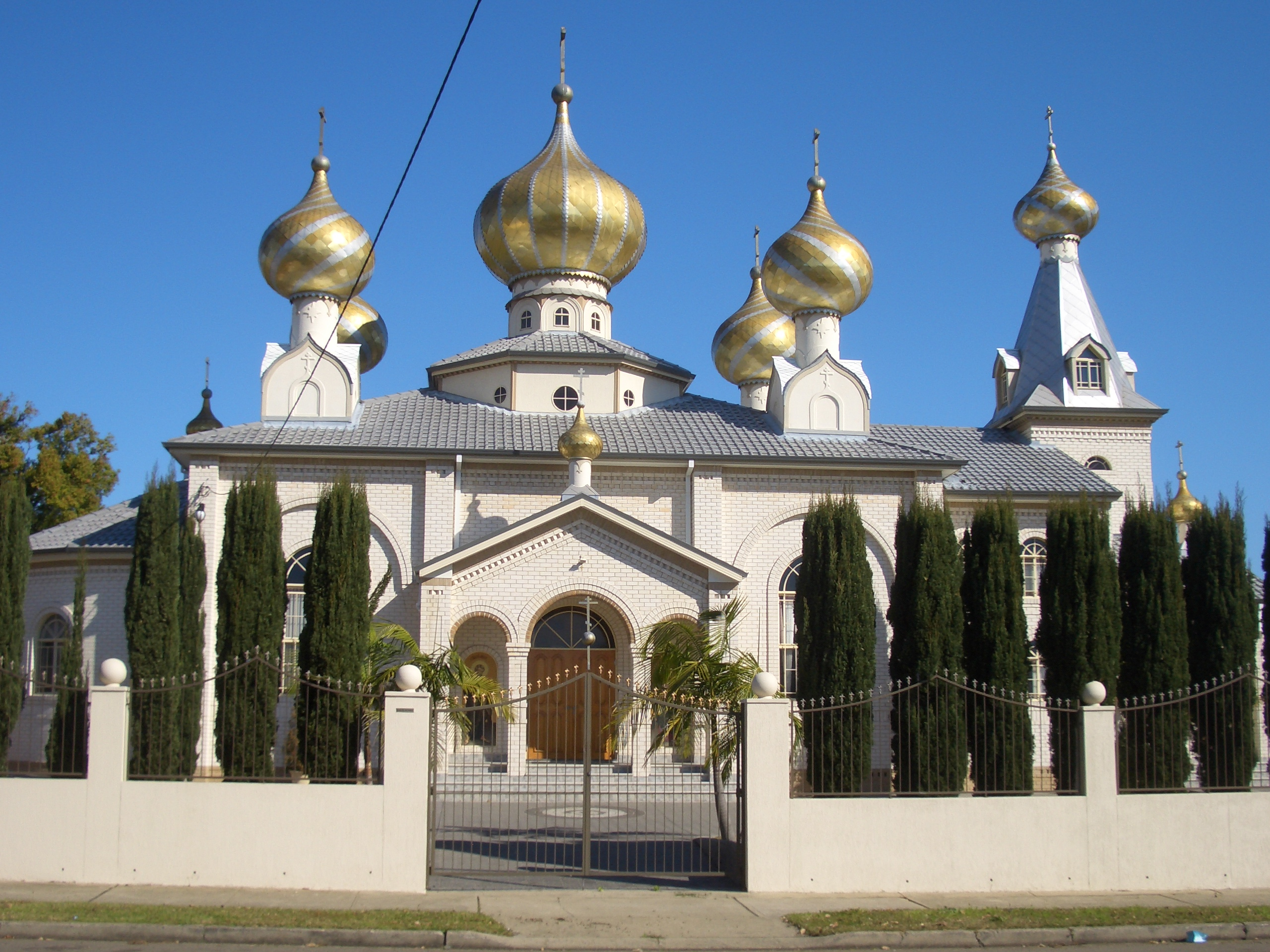
Російська Православна церква
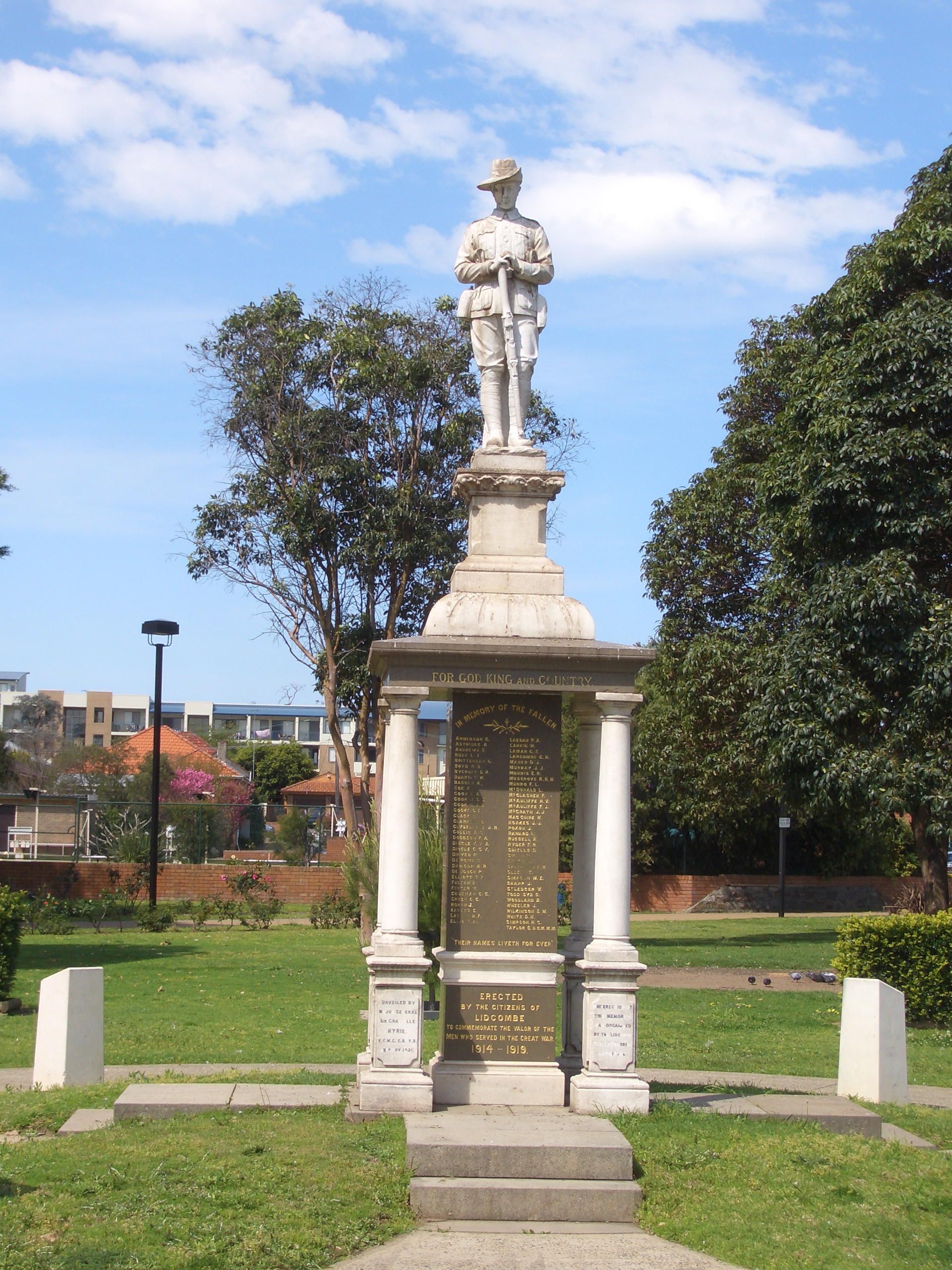
Пам'ятник солдатам в парку Уелинґтона
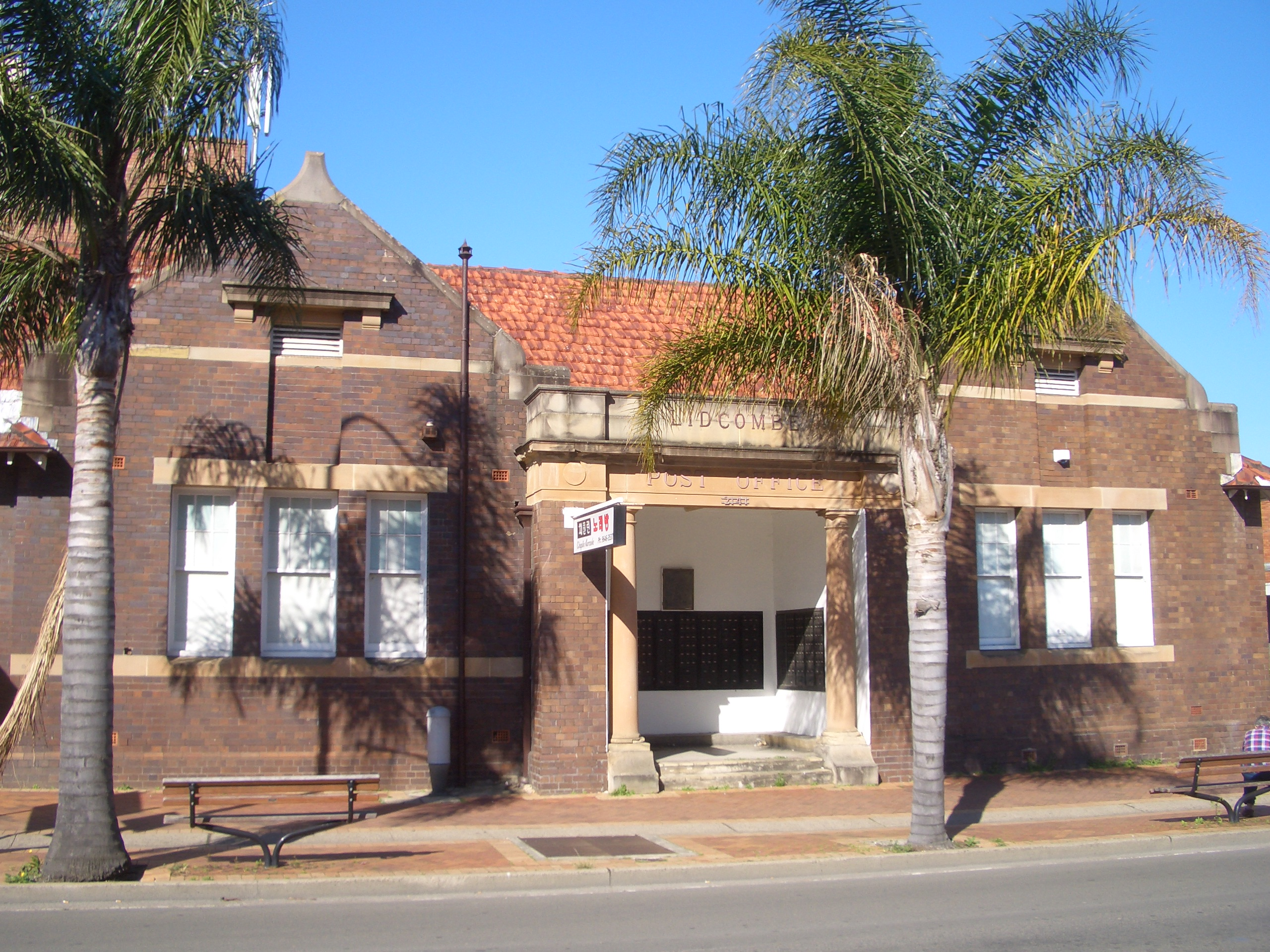
Будова колишнього поштамту
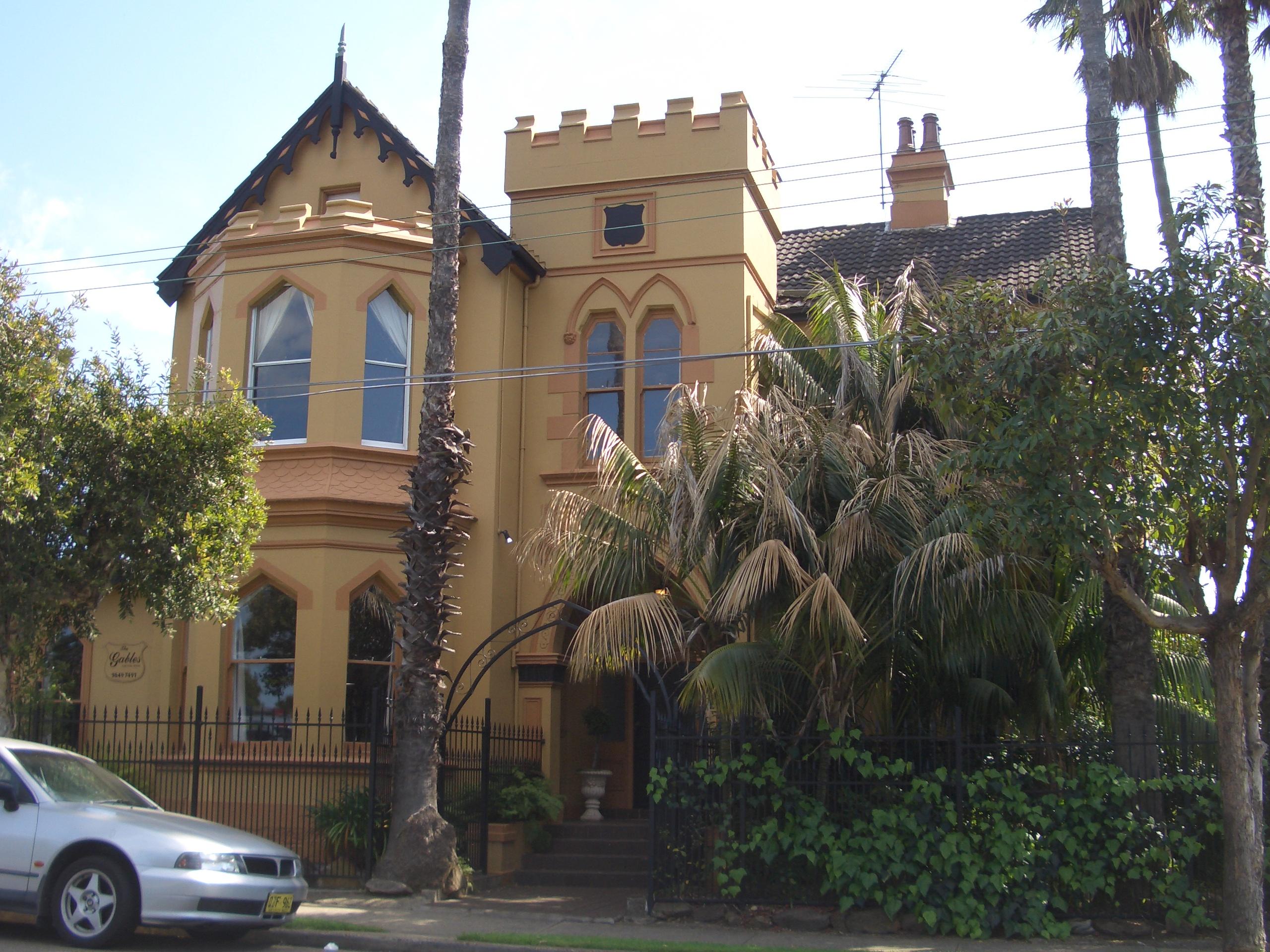
Будинок «Ґеблс» (The Gables)